# Alfabetos gregos arcaicos
Muitas variações locais do alfabeto grego foram empregadas na Grécia antiga durante os períodos arcaico e clássico, até aproximadamente 400 a.C., quando foram substituídos pelo alfabeto padrão de 24 letras, utilizado até hoje. Todas as variações do alfabeto grego são derivadas de um conjunto de 22 símbolos do alfabeto fenício (com a exceção da letra sâmeque, cuja contraparte grega csi (Ξ) foi utilizada apenas em um subgrupo de variações, e a adição comum de úpsilon (Υ) para as vogais /u, ū/). Os alfabetos locais, chamados epicóricos, diferem entre si de vários modos: no uso dos símbolos consonantais Χ, Φ e Ψ; no uso inovador de símbolos para vogais longas (Ω e Η), na ausência ou presença de H em sua função consonantal original (/h/); no uso ou não de certas letras arcaicas (Ϝ = /w/, Ϙ = /k/, Ϻ = /s/); e em muitos detalhes acerca do formato individual de cada letra. O sistema agora vigente de 24 letras foi originalmente a variante regional das cidades jônicas da Anatólia, adotado oficialmente em Atenas no ano 403 a.C. e no resto do mundo grego por volta do século IV a.C.

## Símbolos de consoantes aspiradas e encontros consonantais
Uma divisão básica em quatro principais categorias de alfabetos epicóricos é comumente feita, de acordo com os diferentes tratamentos dos símbolos adicionais para consoantes aspiradas (/pʰ, kʰ/) e encontros consonantais (/ks, ps/). Estas quatro divisões são convencionalmente categorizadas como tipos "verde", "vermelho", "azul claro" e "azul escuro" , baseadas em um mapa codificado por cores presente no trabalho seminal do século XIX, Studien zur Geschichte des griechischen Alphabets (Estudos sobre a história do alfabeto grego) de Adolf Kirchhoff (1867). O tipo "verde" (ou setentrional) é o mais arcaico e próximo ao fenício. O "vermelho" (ou ocidental) foi aquele que mais tarde seria levado para outras partes da Europa e seria o antecessor do alfabeto latino. Os tipos "azuis" (ou orientais) são aqueles do qual mais tarde surgiria o alfabeto grego padrão.
| Modelo fenício      | Modelo fenício      | Phoenician aleph | Phoenician beth | Phoenician gimel      | Phoenician daleth | Phoenician he    | Phoenician waw        | Phoenician zayin   | Phoenician heth   | Phoenician heth  | Phoenician teth     | Phoenician yodh   | Phoenician kaph    | Phoenician lamedh | Phoenician mem | Phoenician nun | Phoenician samekh | Phoenician ayin  | Phoenician pe    | Phoenician sade | Phoenician qoph    | Phoenician res    | Phoenician sin     | Phoenician taw   |   |                  |              |                    |                    |                |
| Setentrional        | "verde"             | Greek Alpha 03   | Greek Beta 16   | Greek Gamma archaic 1 | Greek Delta 04    | Greek Epsilon 04 | Greek Digamma oblique | Greek Zeta archaic | Greek Eta archaic | —                | Greek Theta archaic | Greek Iota normal | Greek Kappa normal | Greek Lambda 09   | Greek Mu 04    | Greek Nu 01    | —                 | Greek Omicron 04 | Greek Pi archaic | Greek San 02    | Greek Koppa normal | Greek Rho pointed | Greek Sigma normal | Greek Tau normal | * | —                | —            | —                  | —                  | —              |
| Ocidental           | "vermelho"          | Greek Alpha 03   | Greek Beta 16   | Greek Gamma archaic 1 | Greek Delta 04    | Greek Epsilon 04 | Greek Digamma oblique | Greek Zeta archaic | Greek Eta archaic | —                | Greek Theta archaic | Greek Iota normal | Greek Kappa normal | Greek Lambda 09   | Greek Mu 04    | Greek Nu 01    | —                 | Greek Omicron 04 | Greek Pi archaic | Greek San 02    | Greek Koppa normal | Greek Rho pointed | Greek Sigma normal | Greek Tau normal | * | Greek Chi normal | Greek Phi 04 | Greek Psi straight | —                  | —              |
| Oriental            | "azul claro"        | Greek Alpha 03   | Greek Beta 16   | Greek Gamma archaic 1 | Greek Delta 04    | Greek Epsilon 04 | Greek Digamma oblique | Greek Zeta archaic | Greek Eta archaic | —                | Greek Theta archaic | Greek Iota normal | Greek Kappa normal | Greek Lambda 09   | Greek Mu 04    | Greek Nu 01    | —                 | Greek Omicron 04 | Greek Pi archaic | Greek San 02    | Greek Koppa normal | Greek Rho pointed | Greek Sigma normal | Greek Tau normal | * | —                | Greek Phi 04 | Greek Chi normal   | —                  | —              |
| Oriental            | "azul escuro"       | Greek Alpha 03   | Greek Beta 16   | Greek Gamma archaic 1 | Greek Delta 04    | Greek Epsilon 04 | Greek Digamma oblique | Greek Zeta archaic | Greek Eta archaic | —                | Greek Theta archaic | Greek Iota normal | Greek Kappa normal | Greek Lambda 09   | Greek Mu 04    | Greek Nu 01    | Greek Xi archaic  | Greek Omicron 04 | Greek Pi archaic | Greek San 02    | Greek Koppa normal | Greek Rho pointed | Greek Sigma normal | Greek Tau normal | * | —                | Greek Phi 04 | Greek Chi normal   | Greek Psi straight | —              |
| Jônico clássico     | Jônico clássico     | Greek Alpha 03   | Greek Beta 16   | Greek Gamma archaic 1 | Greek Delta 04    | Greek Epsilon 04 | —                     | Greek Zeta archaic | —                 | Greek Eta normal | Greek Theta archaic | Greek Iota normal | Greek Kappa normal | Greek Lambda 09   | Greek Mu 04    | Greek Nu 01    | Greek Xi archaic  | Greek Omicron 04 | Greek Pi archaic | —               | —                  | Greek Rho pointed | Greek Sigma normal | Greek Tau normal | * | —                | Greek Phi 04 | Greek Chi normal   | Greek Psi straight | Greek Omega 05 |
| Alfabeto moderno    | Alfabeto moderno    | Α                | Β               | Γ                     | Δ                 | Ε                | —                     | Ζ                  | —                 | Η                | Θ                   | Ι                 | Κ                  | Λ                 | Μ              | Ν              | Ξ                 | Ο                | Π                | —               | —                  | Ρ                 | Σ                  | Τ                | Υ | —                | Φ            | Χ                  | Ψ                  | Ω              |
| Som em grego antigo | Som em grego antigo | a                | b               | g                     | d                 | e                | w                     | zd                 | h                 | ē                | tʰ                  | i                 | k                  | l                 | m              | n              | ks                | o                | p                | s               | k                  | r                 | s                  | t                | u | ks               | pʰ           | kʰ                 | ps                 | ō              |

Distribuição dos tipos de alfabeto "verde", "vermelho" e "azul", segundo Kirchhoff

*Úpsilon também é derivado de vau ().
Os tipos "verdes" (setentrionais) não utilizam letras além daqueles pertencentes ao alfabeto fenício, e tipicamente não utilizavam Ξ (/ks/). Assim, as oclusivas aspiradas /pʰ/ e /kʰ/ eram escritas simplesmente como Π e Κ respectivamente, sem distinção entre as não-aspiradas /p/ e /k/, ou como os dígrafos ΠΗ e ΚΗ. Entretanto, para a aspirada /tʰ/, havia uma letra própria, Θ, tomada diretamente do fenício. De modo semelhante, os encontros consonantais /ps/ e /ks/ eram escritos simplesmente como ΠΣ e ΚΣ. Este é o sistema encontrado em Creta e em outras ilhas da região sul do Egeu, em particular Tera (Santorini), Milos e Anafi.
O tipo "vermelho" (ocidental) também carece da letra derivada do fenício Ξ para /ks/, porém, introduz um símbolo para aquela combinação sonora no final do seu alfabeto, Χ. Ademais, o alfabeto tipo vermelho também introduziu símbolos para as consoantes aspiradas, Φ para /pʰ/ e Ψ para /kʰ/. Note que o uso de Χ no alfabeto "vermelho" corresponde ao uso da letra "X" em latim, e difere do alfabeto padrão grego, onde Χ é usado para /kʰ/ e Ψ é usado para /ps/. Somente o uso de Φ para /pʰ/ é comum para todos os tipos de alfabetos, com exceção do tipo "verde". O tipo "vermelho" é encontrado na maior parte da Grécia central (Tessália, Beócia e na maior parte do Peloponeso), assim como na ilha de Eubeia e em colônias associadas a esses lugares, incluindo colônias na Itália.
O tipo "azul claro" também carece de Ξ (/ks/) e adiciona apenas letras para /pʰ/ (Φ) e/kʰ/ (Χ). Ambos correspondem aos valores atuais do alfabeto grego padrão. O sistema do tipo "azul claro", entretanto, não possuía letras individuais para os encontros consonantais /ps/ e /ks/, que eram escritos tipicamente como ΦΣ e ΧΣ respectivamente. Esse é o sistema encontrado em Atenas (antes de 403 a.C.) e em diversas ilhas egeias.
O tipo "azul escuro", finalmente, era aquele que possuía todos os símbolos consonantais do alfabeto grego moderno: em adição a Φ e Χ (compartilhados com o tipo "azul claro"), ele também adicionou Ψ (ao final do alfabeto) e Ξ (na posição alfabética do sâmeque fenício). Esse sistema era encontrado em cidades da Liga Jônica, Cnido na Ásia menor e em Corinto e Argos, no nordeste do Peloponeso.

## Eta e /h/
A letra eta (H, originalmente chamada heta), possuía duas diferentes funções, ambas derivadas do nome de seu modelo fenício, hete: a maioria dos dialetos gregos continuou usando-a para o som de /h/, similar ao valor fenício ([ħ]). Entretanto, o fonema /h/ foi progressivamente perdido na língua falada (um processo conhecido como psilose) e naqueles dialetos onde a perda já havia ocorrido em períodos mais arcaicos, H foi utilizado para representar a vogal longa /ɛː/. Dialetos psilóticos incluem o jônico na Ásia menor, eólico falado na ilha de Lesbos, e dórico de Creta e Élida.
A distribuição do H e E vocálicos diferem entre os dialetos, uma vez que a língua grega possuía três fonemas distintos para e: a vogal longa semiaberta /ɛː/ (η na escrita clássica), a vogal longa semifechada /eː/ (posteriormente mesclado com o ditongo /ei/, representado na escrita clássica como ει), e a vogal curta /e/ (ε na escrita clássica). Nos dialetos psilóticos da Ásia menor e nas ilhas egeias adjacentes, bem como em Creta, o H vocálico era usado para /ɛː/. Em um número de outras ilhas egeias, em especial Rodes, Milos, Tera e Paros, H era utilizado tanto para /h/ quanto para /ɛː/, sem distinção. Em Cnido, uma letra variante foi inventada para distinguir as duas funções: Η era usada para /h/ e  era usado para /ɛː/. Nas colônias do sul da Itália, em especial Tarento, após 400 a.C. aproximadamente, uma distinção similar foi feita, onde Η representava /ɛː/ e  representava /h/. Esse símbolo mais tarde foi convertido e adaptado por gramáticos alexandrinos como o símbolo diacrítico para o espírito áspero.
Em Naxos o sistema era ligeiramente diferente: aqui, a mesma letra era utilizada para representar /h/e a vogal longa, mas somente naqueles casos onde a vogal longa/ɛː/ era originada a partir da evolução de um antigo fonema /aː/, e não para o /ɛː/ herdado do protogrego. Isso significa provavelmente que, enquanto em outros dialetos o /ɛː/ oriundo do protogrego e o /ɛː/ proveniente da evolução de /aː/ já haviam sido plenamente mesclados, em Naxos o fonema ainda possuía pronúncias distintas, provavelmente algo como [æ].
Uma outra diferença é encontrada em um grupo de cidades no nordeste do Peloponeso, em particular em Corinto: aqui, não é a vogal semiaberta longa /ɛː/ que é diferenciada entre os três fonemas e, mas sim a versão semifechada longa /eː/. A letra padrão épsilon (Ε) era usada exclusivamente para representar a pronúncia semifechada, enquanto um novo símbolo (ou, em Sicião, ) era usado para representar tanto a vogal curta /e/ quanto a versão longa /ɛː/. Outra variação é encontrada em Tirinto, onde são utilizadas as letras nas formas de Corinto,  e Ε, porém com os valores clássicos de eta (/ɛː/) e épsilon (/e/).
| Região                    | /h/ | /ɛː/               | /ɛː/               | /e/                | /eː/ |
| ------------------------- | --- | ------------------ | ------------------ | ------------------ | ---- |
| Jônia, Eólia, Creta       | –   | Η                  | Η                  | Ε                  | Ε    |
| Rodes, Milos, Tera, Paros | Η   | Η                  | Η                  | Ε                  | Ε    |
| Cnido                     | Η   | Greek Eta square   | Greek Eta square   | Ε                  | Ε    |
| Naxos                     | Η   | Η (æː)             | Ε                  | Ε                  | Ε    |
| Tirinto                   | Η   | Greek Beta archaic | Greek Beta archaic | Ε                  | Ε    |
| Corinto, Megara, Sicião   | Η   | Greek Beta archaic | Greek Beta archaic | Greek Beta archaic | Ε    |
| Outras                    | Η   | Ε                  | Ε                  | Ε                  | Ε    |

## Letras arcaicas

### Digama (Vau)
A letra digama (Ϝ), utilzada para o fonema /w/ era geralmente empregada apenas em escritas locais onde o som ainda estava presente na língua falada durante o período arcaico, o que inclui grande parte da Grécia central (com exceção da Ática), bem como Eubeia e Creta.  Em Atenas e Naxos aparentemente digama foi usado apenas no registro de poesias. Em todos os outros lugares, como nas ilhas egeias e no oriente, o som /w/ já não estava presente na linguagem.
O formato da letra variava entre locais e épocas. A forma primitiva mais comum era . Ao longo do tempo, por analogia com épsilon (que evoluiu de  para "E"), o digama passou às formas clássicas "F" ou . Em Creta ele possuía a forma arcaica  (o que se assemelhava a seu modelo original, o vau fenício ), ou uma variação curvada . 

### San
Algumas escritas locais utilizam a letra com formato de M, san, em lugar do sigma para representar o som de /s/. Não está claro se a diferença entre san e sigma correspondia a alguma variação do fonema /s/ entre os dialetos. Lilian Hamilton Jeffery (1915-1986) conjecturou que san originalmente correspondia à fricativa alveolar sonora [z], e que os dialetos dóricos que utilizavam san em lugar de sigma talvez possuíssem essa pronúncia.  Roger Woodard, professor de estudos clássicos na Universidade de Buffalo, levanta a hipótese de que san originalmente representava [ts].  De qualquer modo, cada variação de alfabeto tendia a utilizar unicamente san ou sigma. Ainda que abecedários primitivos listassem ambas letras em posições alfabéticas distintas, alfabetos do século VI a.C. em diante apresentavam somente uma única letra. San foi utilizado em Argos até o final do século VI a.C.,  em Sicião até cerca de 500,  em Corinto até a primeira metade do século V,  e em Creta por mais algum tempo. Sicião manteve o sinal como um emblema local em suas moedas.

### Qoppa
A letra arcaica qoppa (Ϙ), usada como alofone de capa (Κ) /k/ antes das vogais posteriores [o, u], era comum entre os diversos alfabetos epicóricos em períodos iniciais. Ela começou a cair em desuso em meados do século VI a.C. Algumas regiões dóricas, em especial Corinto, Argos, Creta e Rodes, a mantiveram até o século V a.C. 

## Inovações
Algumas letras gregas são inovações, a maioria delas para variações locais de alfabetos.

### Ômega
A letra ômega (Ω) foi criada para representar o som da vogal longa semiaberta [ɔː]. Surgida na região oriental, nas cidades jônicas da Ásia Menor, num período anterior a 600 a.C, ômega originalmente era representado por uma "quebra" lateral no círculo de ômicron (Ο), que, com o tempo, foi rotacionando e tendo as bordas virando para fora (, , , ).
A cidade dórica de Cnido, bem como algumas ilhas do mar Egeu, como Paros, Tasos e Milos, empregaram a nova letra ômega de modo contrário: um círculo quebrado () para a vogal curta /o/ e um círculo fechado (Ο) para sua versão longa. 

### Sampi
Algumas cidades jônicas utilizavam uma letra especial,  - alfabeticamente após Ω - para representar um som sibilante em posições que outros dialetos possuíam ΣΣ ou ΤΤ (por exemplo, τέͳαρες 'quatro', vide jônico τέσσαρες e ático τέτταρες). Esse símbolo foi mais tarde removido da escrita, sobrevivendo apenas em forma do símbolo numeral sampi (forma moderna ϡ). Como um caractere alfabético, foi encontrado nas cidades de Mileto, Éfeso, Halicarnasso, Erétria, Teos (todas situadas na região da Jônia, na Ásia menor), na ilha de Samos, na colônia jônica de Massília, e em Cízico (situada mais ao norte na Ásia menor, na região da Mísia). Na Mesembria pôntica, na costa do Mar Negro da Trácia, foi usada em moedas, que foram marcadas com a abreviação do nome da cidade, escrito ΜΕͲΑ.  O som representado por essa letra era um reflexo dos encontros consonantais protogregos *[kj], *[kʰj], *[tj], *[tʰj], ou *[tw] e provavelmente era um som intermediário durante a mudança fonética das consoantes oclusivas anteriores para o som de /s/ posterior, possivelmente uma africada semelhante a /ts/. 

### San arcádio
Em um documento escrito no dialeto grego arcadocipriota da Mantineia, é encontrada letra diferenciada, semelhante a И (), provavelmente uma variante de san, para representar um fonema semelhante a [ts] em certas posições, refletindo um fonema originado da evolução de */kʷ/ do protogrego.

### Digama panfílio
No dialeto isolado e altamente divergente da Panfília, a letra digama (Ϝ) existia lado a lado com uma forma variante (). Supõe-se que nesse dialeto, o fonema aproximante labiovelar /w/ pode ter evoluído para a consoante labiodental /v/ em certas posições. A letra em forma de "F" pode ter sido utilizada para representar o novo som /v/, enquanto a forma  representava o antigo som /w/ preservado em certos entornos.

### E elevado beócio
Um símbolo especial, , representando uma variante da vogal curta /e/, foi utilizado brevemente na cidade beócia de Téspias no final do século V a.C. Ele era utilizado em lugar do épsilon padrão (Ε) sempre que era seguido de uma vogal. Uma vez que sua forma sugere um intermédio entre Ε e Ι, pensa-se que representava um alofone elevado, aproximando-se de /i/. É atestado em apenas um documento, um conjunto de estelas de 424 a.C.  

## Formas dos glifos
Muitas letras familiares do alfabeto grego clássico possuíam variações em suas formas, com algumas variantes sendo específicas de alguns alfabetos locais.
A forma de zeta (Ζ), geralmente possuía uma haste reta () em todos os alfabetos locais no período arcaico. Teta (Θ) apresentava predominantemente formas cruzadas ( ou ). Csi (Ξ) normalmente era representado com uma haste vertical (), e phi (Φ) com a haste dentro do círculo (). Úpsilon (Υ) e psi (Ψ) possuíam variações onde os traços partiam da base do caractere, resultando em  e  respectivamente. Eta (Η) possuía originalmente um formato retangular fechado () e desenvolveu várias variantes com diferentes números de arranjos de barras de ligação entre as duas hastes externas (, , ,). 
A forma inicial de épsilon (Ε) era tipicamente , com os traços na diagonal e a haste descendo abaixo do traço inferior. Épsilon desenvolveu sua forma ortogonal (Ε) ainda durante a era arcaica. Uma mudança análoga foi observada em digama (Ϝ), que evoluiu de  para Ϝ (ou ). Formas primitivas de mi (Μ) tipicamente consistiam de um traço esquerdo descendente maior que o direito (); isso permaneceu como característica definidora nas variantes que também possuíam a letra san () para representar /s/ . 
Pi (Π) possuía tipicamente uma haste direita mais curta (). A parte superior de Π também poderia ser curvada ao invés de angular, aproximando-se do "P" latino (). A letra grega rô (Ρ), por outro lado, por vezes apresentava uma haste descendente do lado direito, aproximando-se do "R" latino (). Em muitas variantes de alfabetos do tipo "vermelho", delta (Δ), apresentava formas onde a haste esquerda era vertical e o ângulo direito era mais curvado, aproximando-se do "D" latino (, ).
A forma angular de sigma (Σ) poderia ser escrita com diferentes números de ângulos e traços. Ao lado da forma padrão com quatro traços (), uma variante com apenas três traços, que se assemelhava ao "S" latino, também era encontrada (), sendo ela uma particularidade de alguns alfabetos da Grécia central, incluindo o ático e vários alfabetos do tipo "vermelho". O sigma "lunado", em forma de "C", que viria se tornar a forma padrão na Antiguidade tardia e período Bizantino não era encontrado em nenhuma alfabeto arcaico.
A letra iota (Ι) tinha duas principais variantes: a clássica linha vertical reta (Ι) e uma forma torta com três, quatro ou mais traços angulares (,,).  O tipo "torto" era a forma mais antiga e permaneceu comum nas variantes de alfabeto onde não poderia ser confundido com sigma (Σ), que estava ausente em favor de san (Ϻ).
As letras gama (Γ) e lambda (Λ) possuíam várias formas diferentes que muitas vezes poderiam ser confundidas entre si, uma vez que consistiam basicamente de um traço com um ângulo simples que poderia ocorrer em várias direções. Formas semelhantes a "C" de gama (tanto arredondadas quanto retas) eram comuns em muitas variedades de alfabetos da Grécia central e ocidental, onde mais tarde originariam o "C" latino. Formas semelhantes a "L" de lambda eram particularmente comuns na Eubeia, Ática e Beócia. As colônias aqueias possuíam um gama em forma de "I", composto por um único traço vertical (Ι). 
A letra alfa (Α) apresentava apenas pequenas variações na posição da barra central, sendo algumas características de variedades locais. 
A letra beta (Β) apresentava um número de formas locais altamente divergentes. Além da forma padrão (arredondada ou pontiaguda , ), havia formas tão variadas quanto (Gortyn),  e (Teras),  (Argos),  (Milos), (Corinto), (Mégara, Bizâncio) e (Cíclades). 
Capa (Κ), ni (Ν), ômicron (Ο) e tau (Τ) apresentavam pouca ou nenhuma diferença de suas formas clássicas.
Todas as letras, entretanto, poderiam ocorrer em forma espelhada, quando o texto era escrito da direita para a esquerda (como na escrita bustrofédica), o que era frequente em períodos mais antigos da Grécia. 

## Alfabetos locais importantes

### Ático antigo

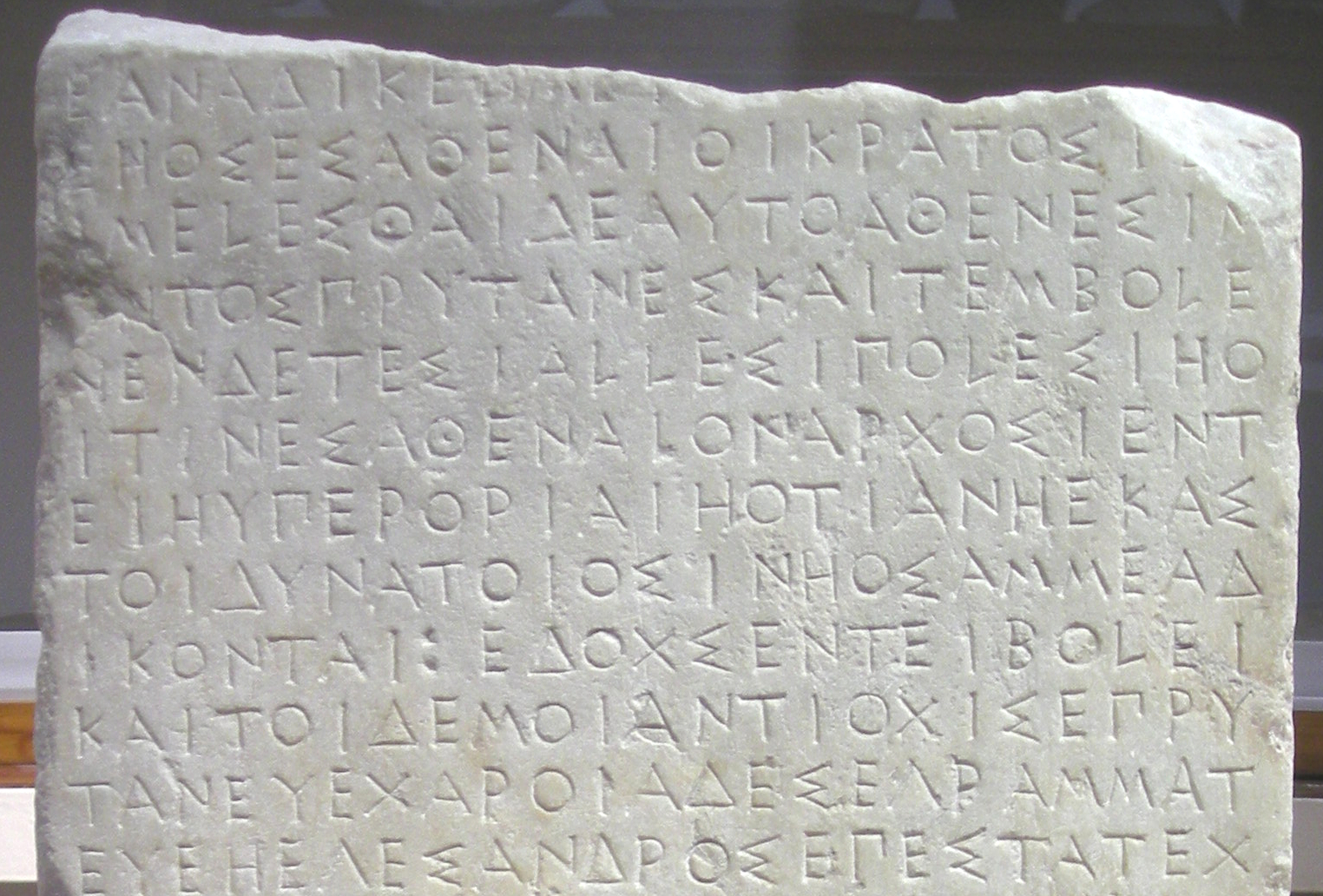
A frase Ἔδοξεν τῇ Βουλῇ καὶ τῷ Δήμῳ ("O Conselho e os Cidadãos decidiram") é tipicamente escrita "Εδοχσεν τει Βολει και τοι Δεμοι" em inscrições do período democrático ateniense anteriores a 403 a.C.

O nome "[[Péricles|Péricles, [filho] de Xantipo]]" (Περικλες Χσανθιππο) em escrita contemporânea ateniense em um óstraco (vide clássico "Περικλῆς Ξανθίππου)".

Atenas, até o final do século V a.C., utilizava uma variante do alfabeto "azul claro", com ΧΣ para representar /ks/ e ΦΣ para /ps/. Ε era utilizado para representar todas as três variações de e, /e, eː, ɛː/, (correspondendo a Ε, ΕΙ, Η respectivamente), e Ο foi usado para representar todas as variações de o, /o, oː, ɔː/, (correspondendo a Ο, ΟΥ, Ω respectivamente). Η era usado para o som consonantal /h/. Entre as características da escrita ateniense estavam também algumas formas de letras próprias, compartilhadas com o alfabeto vizinho da Eubeia: uma forma de lambda (Λ) que se assemelhava à forma latina "L" () e uma forma de sigma (Σ) que se assemelhava à forma latina "S" (). 
No final do século V a.C., o uso de elementos do alfabeto jônico lado-a-lado com o alfabeto local tradicional tornou-se comum em escritas privadas e, em 403 a.C., um decreto formal foi publicado, determinando que toda escrita pública deveria, de modo consistente, ser feita no novo alfabeto jônico, como parte das reformas empregadas após a Tirania dos Trinta. O novo sistema foi também chamado de "alfabeto Euclidiano", por causa do nome do arconte Euclides, que supervisionou essa mudança.

### Eubeano

A inscrição da chamada Taça de Nestor encontrada em Ísquia. Alfabeto eubeano (escrito da direita para a esquerda), século VIII a.C.

O alfabeto eubeano era utilizado nas cidades de Erétria e Cálcis e em colônias no sul da Itália, em especial Cumas e Ísquia. Foi através dessa variante que o alfabeto grego foi transmitido para a Itália, onde deu origem aos alfabetos itálicos antigos, incluindo o etrusco, que posteriormente originaria o alfabeto latino.  Algumas das características distintivas da escrita latina em comparação à grega já estavam presentes no alfabeto eubeano. 
O alfabeto eubeano pertencia ao tipo "ocidental" (vermelho). A letra qui (Χ) era utilizada para representar /ks/ e psi (Ψ) para /kʰ/. Como na maioria das variantes mais antigas, não possuía ômega (Ω) e utilizava eta (Η) para representar o som /h/ em vez da vogal /ɛː/. O alfabeto eubeano também manteve as letras arcaicas digama (Ϝ) para /w/ e qoppa (Ϙ) para /k/. A letra san (Ϻ) para /s/ não era normalmente utilizada na escrita, mas aparentemente era transmitida como parte do alfabeto, pois está presente em abecedários encontrados na Itália e foi posteriormente adotada pelos etruscos. 
Eubeia, assim como Atenas, possuía uma forma de lambda (Λ) que se assemelhava ao "L" latino () e uma forma de sigma (Σ) que se assemelhava ao "S" (). Outros elementos que prenunciavam as formas latinas incluem gama (Γ) em forma de "C" (), delta (Δ) em forma de "D" () e rô (Ρ) em forma de "R" (). 
O classicista Barry B. Powell propôs que foi em Eubeia que o alfabeto grego foi pela primeira vez empregado, no século IX a.C., com o propósito de registrar poesia épica.

### Coríntio

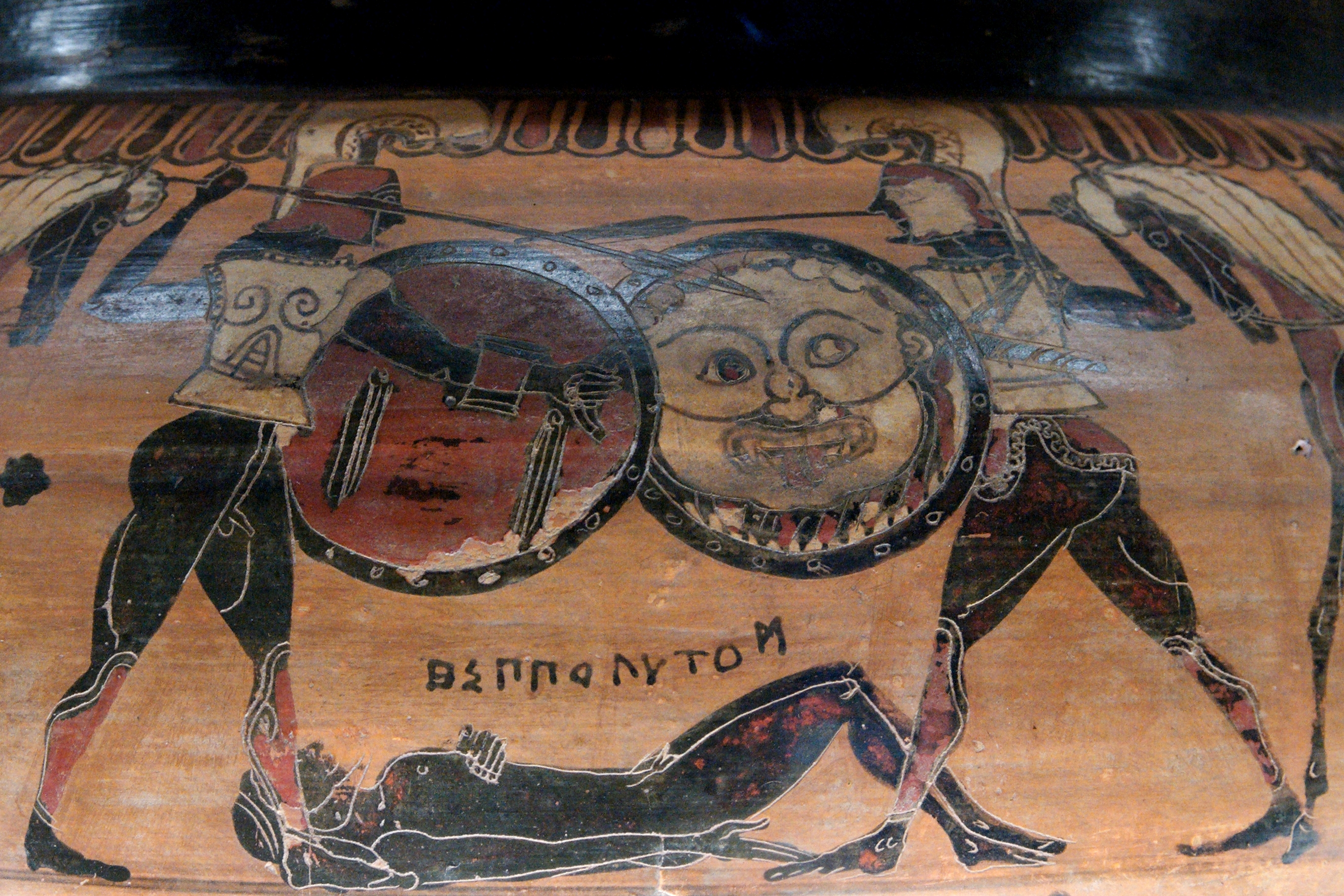
Figuras negras em um vaso coríntio, mostrando o nome ΗΙΠΠΟΛΥΤΟΣ na escrita coríntia

O dialeto dórico de Corinto era escrito em um distinto alfabeto pertencente ao grupo "oriental" (tipo 'azul escuro') devido ao seu tratamento de /pʰ, kʰ, ps, ks/, mas diferia do jônico e outros alfabetos clássicos de vários modos. O dialeto coríntio usava san (Ϻ) em lugar de sigma (Σ) para representar /s/ e manteve qoppa (Ϙ) como um alofone de capa (Κ) /k/ antes de vogais posteriores [o,u]. Também possuía uma sistema incomum para representar as variações de e: /e/ e /ɛː/ eram representados por uma letra em forma de "B",  e a vogal longa semifechada /eː/ era representada por Ε. Para a consoante beta (Β), Corinto usava a forma especial . A letra iota (Ι) era escrita de modo semelhante a sigma (, ). 
| | ]..........ΤΑΣ:ΧΑ.[ ]....ΚΕΑΣ:ΑΝΓΑΡΙΟΣ[ ]...ΑΥϜΙΟΣ:ΣΟΚΛΕΣ:[ ].ΤΙΔΑΣ:ΑΜΥΝΤΑΣ[ ]ΤΟΙ ΜΑΛΕϘΟ:ΚΑΙ.[ |
| Fragmento de cerâmica com nomes grafados em escrita coríntia arcaica, c. 700 a.C.. À direita a transcrição em escrita moderna. |                                                                                                |